# Hemerobius baguiensis
Hemerobius baguiensis is een insect uit de familie van de bruine gaasvliegen (Hemerobiidae), die tot de orde netvleugeligen (Neuroptera) behoort. 
Hemerobius baguiensis is voor het eerst wetenschappelijk beschreven door Navás in 1923.